# Crescenzio Sepe
Crescenzio Sepe (ur. 2 czerwca 1943 w Carinaro) – włoski duchowny rzymskokatolicki, doktor teologii i filozofii, arcybiskup, sekretarz Kongregacji ds. Duchowieństwa w latach 1992–2001, kardynał od 2001 (najpierw w stopniu diakona, w 2006 promowany do stopnia prezbitera), prefekt Kongregacji ds. Ewangelizacji Narodów w latach 2001–2006, arcybiskup metropolita Neapolu w latach 2006–2020, od 2020 arcybiskup senior archidiecezji Neapolu.

## Życiorys
Studiował w seminariach w Aversa i Salerno, święcenia kapłańskie przyjął 12 marca 1967 w Aversa z rąk miejscowego biskupa ordynariusza Antonio Cece. Uzupełniał studia w Rzymie; na Papieskim Uniwersytecie Laterańskim obronił doktorat z teologii i licencjat z prawa kanonicznego, na Uniwersytecie La Sapienza obronił doktorat z filozofii, a na Papieskiej Akademii Duchownej uzyskał przygotowanie do pracy w dyplomacji watykańskiej. Po studiach wykładał na Papieskim Uniwersytecie Laterańskim oraz na Papieskim Uniwersytecie Urbaniana; od 1972 pozostawał w służbie dyplomatycznej Stolicy Apostolskiej, był sekretarzem nuncjatury w Brazylii. Od 1975 pracował w centrali Sekretariatu Stanu, początkowo w sekcji organizacji międzynarodowych, potem w biurze informacji i dokumentacji. W latach 1987–1992 pełnił funkcję asesora ds. ogólnych w Sekretariacie Stanu. W październiku 1987 otrzymał tytuł papieskiego prałata honorowego.
2 kwietnia 1992 został powołany na stanowisko sekretarza Kongregacji ds. Duchowieństwa i mianowany arcybiskupem tytularnym Gradum; odebrał sakrę biskupią 26 kwietnia 1992 z rąk Jana Pawła II (któremu asystowali kardynałowie Angelo Sodano i Franciszek Macharski). Od listopada 1997 pełnił funkcję sekretarza generalnego Komitetu Centralnego Obchodów Wielkiego Jubileuszu Roku 2000 oraz prezydenta instytucji Peregrinatio ad Petri Sedem.
21 lutego 2001 Jan Paweł II mianował go kardynałem, nadając diakonię Dio Padre misericordioso. W kwietniu 2001 kardynał Sepe został mianowany prefektem Kongregacji Ewangelizacji Narodów; z funkcji szefa Peregrinatio ad Petri Sedem został odwołany w lipcu 2001. Brał udział w sesjach Światowego Synodu Biskupów w Watykanie, a także wielokrotnie reprezentował Jana Pawła II w charakterze specjalnego wysłannika na uroczystościach religijnych i rocznicowych; w sierpniu 2003 był papieskim wysłannikiem w Mongolii, gdzie udzielił sakry biskupiej pierwszemu prefektowi apostolskiemu Ułan Bator o. Wenceslao Padilli oraz konsekrował nową katedrę pod wezwaniem św. Piotra i Pawła.
W związku ze śmiercią Jana Pawła II (2 kwietnia 2005) dalsze pełnienie przez kardynała Sepe funkcji prefekta Kongregacji Ewangelizacji Narodów uległo zawieszeniu; 21 kwietnia 2005 nowy papież Benedykt XVI ponownie powołał Sepe na stanowisko prefekta. Pełnił on tę funkcję do maja 2006, kiedy został mianowany arcybiskupem Neapolu w miejsce emerytowanego Michele Giordano, tego dnia został również promowany do rangi kardynała prezbitera.
12 grudnia 2020 papież Franciszek przyjął jego rezygnację z funkcji arcybiskupa Neapolu, złożoną ze względu na wiek.
Uczestnik konklawe 2005 i konklawe 2013 roku.
2 czerwca 2023 w związku z ukończeniem 80 lat utracił prawo udziału w konklawe.